# Fredrika Lundberg
Fredrika Lundberg, född 11 april 1790, död 14 augusti 1835, var en svensk ballerina.  
Hon var elev till Filippo Taglioni. Hon var engagerad vid Kungliga Baletten, där hon var elevdansös 1804-12, premiärdansös och ballerina 1812-18, sekunddansös 1818-23 och figurant 1826-28. Hon gjorde sin debut i Paris tidsfördrif på berget Ida i november 1804. 
Under somrarna medverkade hon ibland i kringresande teatersällskap i landsorten, något som då var vanligt: sommaren 1808 uppträdde hon till exempel vid Carl Stenborgs sällskap i Comediehuset i Göteborg.    